# Jardin botanique de Lyon
Le jardin botanique de Lyon est un jardin botanique qui s'étend, au sein du parc de la Tête d'or, sur 8 hectares dont 6 500 m2 de serres. Ses collections comprennent 15 000 taxons.

## Le jardin
(Serres : voir Parc de la Tête d'or - Serres).
À part les serres situées hors de ses enceintes, le jardin botanique comporte deux enclos séparés jointifs : 
- le Jardin Alpin (à horaires d'ouverture restreints), qui parvient à conserver une flore de moyenne altitude composée d'espèces provenant de différents continents alors que le climat est celui de la plaine basse altitude à nuits chaudes en été.
- le Jardin Botanique, enclos principal (à horaires d'ouverture qui lui sont propres au sein du parc de la Tête d'or), pour les plantes communes actuelles ou appartenant à l'histoire locale, issues de la nature ou de la culture.

La parcelle des plantes de montagne paysagée avec des roches est entourée d'un tout petit bras d'eau qui forme sa clôture. On y cultive des nénuphars et les lotus.
La parcelle principale est un jardin aménagé en espaces de découverte dans plusieurs styles. Elle est agrémentée d'une pièce d'eau petite destinée à l'agrément. Elle se compose essentiellement (sans hiérarchie d'importance):
- Du jardin à la française d'exposition des fleurs classiques selon la saison (pivoines, dahlia etc).
- De la serre hollandaise à plantes carnivores et de la serre chaude à plantes aquatiques. Elles se situent au milieu de l'allée comportant la collection de magnolias.
- Du jardin école avec ses allées dessinées en demi-cercle à l'italienne, centrées sur les deux serres.
- Du sous-bois pour plantes d'ombre. Un petit ruisseau entretient l'humidité.
- De la roseraie « historique » jumelée à la roseraie des roses non hybridées.
- Du petit jardin d'hiver.
- D'une petite bambousaie.

Une fabrique du Moyen Âge avec ses cultures est reproduite.

Quelques arbres remarquables de l'arboretum  du parc sur cet ensemble :  Un tulipier de Virginie, un arbre à chapelets, un arbre à cire (qui apportent de l'ombre au sous-bois), un arbre aux quarante écus, un arbre aux mouchoirs… 
Le public peut suivre des visites commentées et participer à des ateliers. Ces animations sont proposées par le service Lyon Nature.

## Histoire
L'histoire du jardin botanique de Lyon commence en 1796 avec Poullain-Grandprey, quand, par décision de l'Administration centrale du département du Rhône, le jardin du couvent de la Déserte sur les pentes de la colline de la Croix-Rousse s'ouvre en jardin botanique. 
Le 9 juin 1803, ce Jardin des Plantes devient municipal et en 1805, 4 000 plantes dites indigènes et exotiques y sont cultivées.
Sa fondation, sa direction et sa conception botanique revient à Jean-Emmanuel Gilibert (1741-1814), botaniste de renom et docteur en médecine.
La réalisation proprement dite du Jardin botanique de la Ville de Lyon ne s'édifia qu'à partir de 1857, et dans le projet d'espace public du futur parc de la Tête-d'or de la Ville de Lyon.
Le futur parc public se dessina alors sur un arpent de 105 hectares, aux abords du Rhône. Sa conception s'articulait autour d'un projet d'ombre et de lumière, et d'eau, d'aires de promenade.
Après l'acquisition du parc de la Tête d'or par la ville de Lyon en 1856 à l'instigation du sénateur-maire de l'époque, le préfet Claude-Marius Vaïsse, son histoire se confond avec celle de ce parc. Il faudra cinq années de travaux pour aménager ce vaste terrain marécageux de 117 ha qui appartenait aux Hospices Civils de Lyon. Les plans furent confiés au paysagiste Denis Bühler.
Les collections du jardin botanique grandissent alors rapidement et s'étendent aux flores tropicales et équatoriales avec l'installation des grandes serres entre 1860 et 1880.
Ses missions sont éducation, conservation et recherche. Pour cela, il est prévu une école de botanique, des bâches et des serres de différentes températures dont certaines seront assez spacieuses pour y recevoir le public, une orangerie et des bâtiments de service pour le logement du directeur et du jardinier-chef et pour placer les collections botaniques, un amphithéâtre pour les cours de botanique, de culture et d’arboriculture. Il est aussi prévu « une école des meilleures espèces d’arbres fruitiers qui peuvent se cultivés sous le climat de Lyon et devant servir d’école de taille ainsi qu’à la propagation des meilleurs fruits par la distribution des greffes aux habitants du département », une pépinière modèle devant servir à produire les arbres nécessaires aux plantations des promenades de la ville, un arboretum composé de tous les arbres forestiers et d’agrément qui peuvent croître sous le climat de Lyon  ainsi qu'une école expérimentale pour les graminées, les plantes potagères, textiles, tinctoriales, oléagineuses, d’agrément, fourragères et pharmaceutiques, une collection de vignes et de mûriers sans oublier un jardin fleuriste pour les plantes d’ornement. 
Le 15 décembre 1859, l’ingénieur Bonnet fixe la surface des emplacements affectés aux diverses collections dépendant du Jardin botanique : école générale de botanique, école médicinale, école des rosiers, collection des céréales, collection des plantes vivaces, collection des plantes annuelles, collection des dahlias, arbres fruitiers, arboretum, arbusterie.
L’École de botanique devait mesurer 5 467 mètres carrés, les collections directement rattachées, 3 968 mètres carrésExtrait

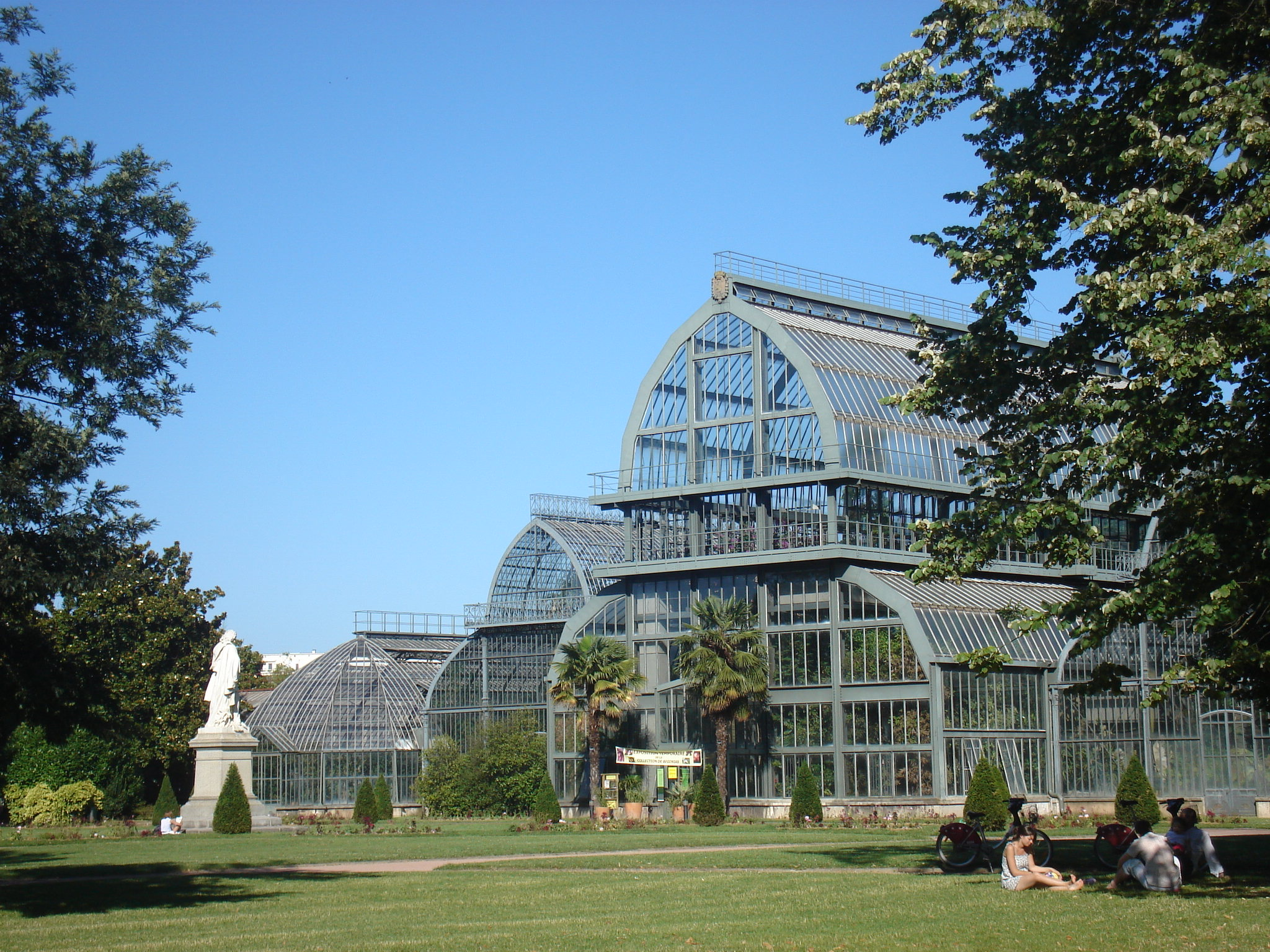
Grandes serres au jardin botanique de Lyon
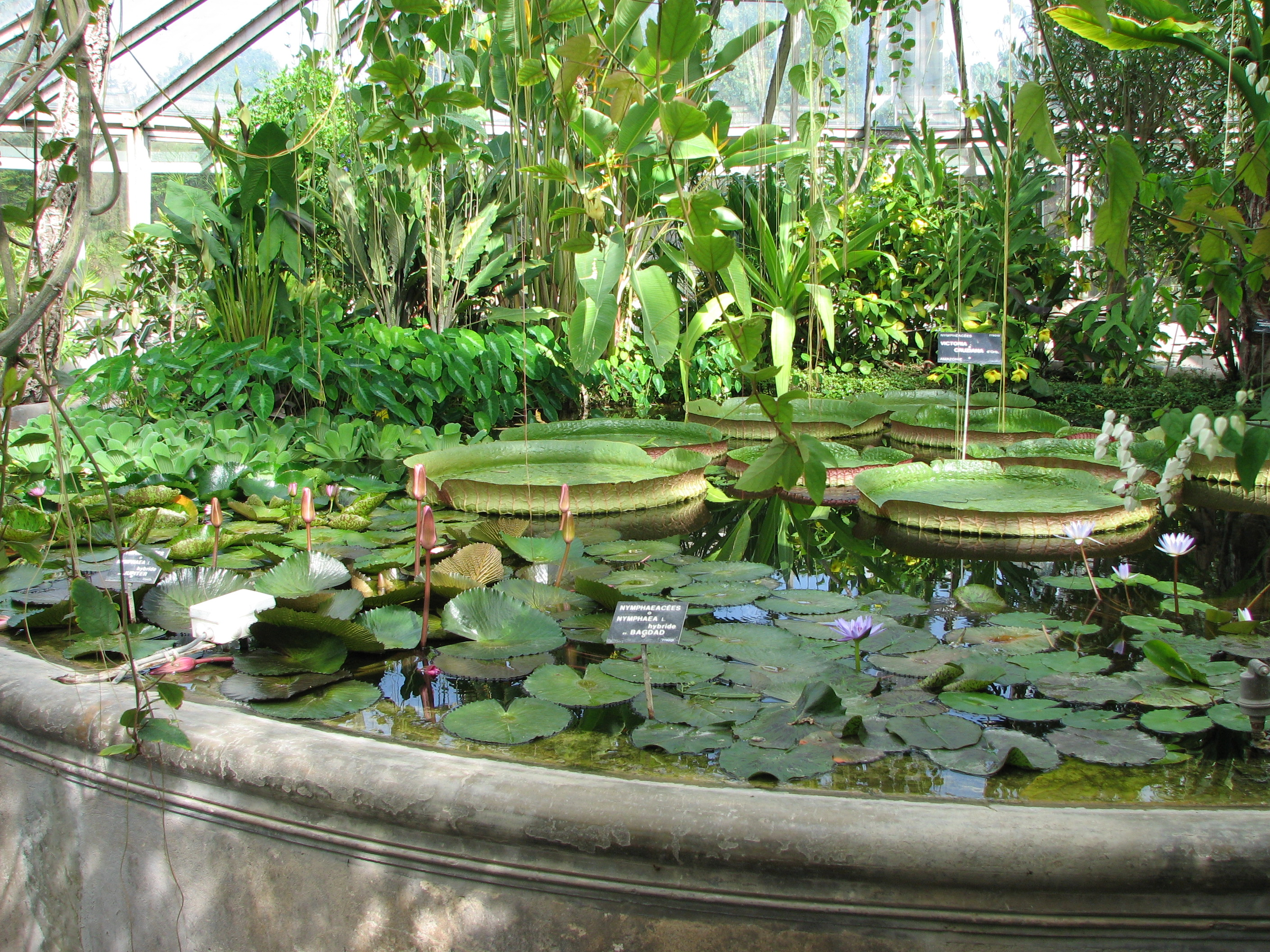
La serre Victoria et ses nénuphars d'Amazonie
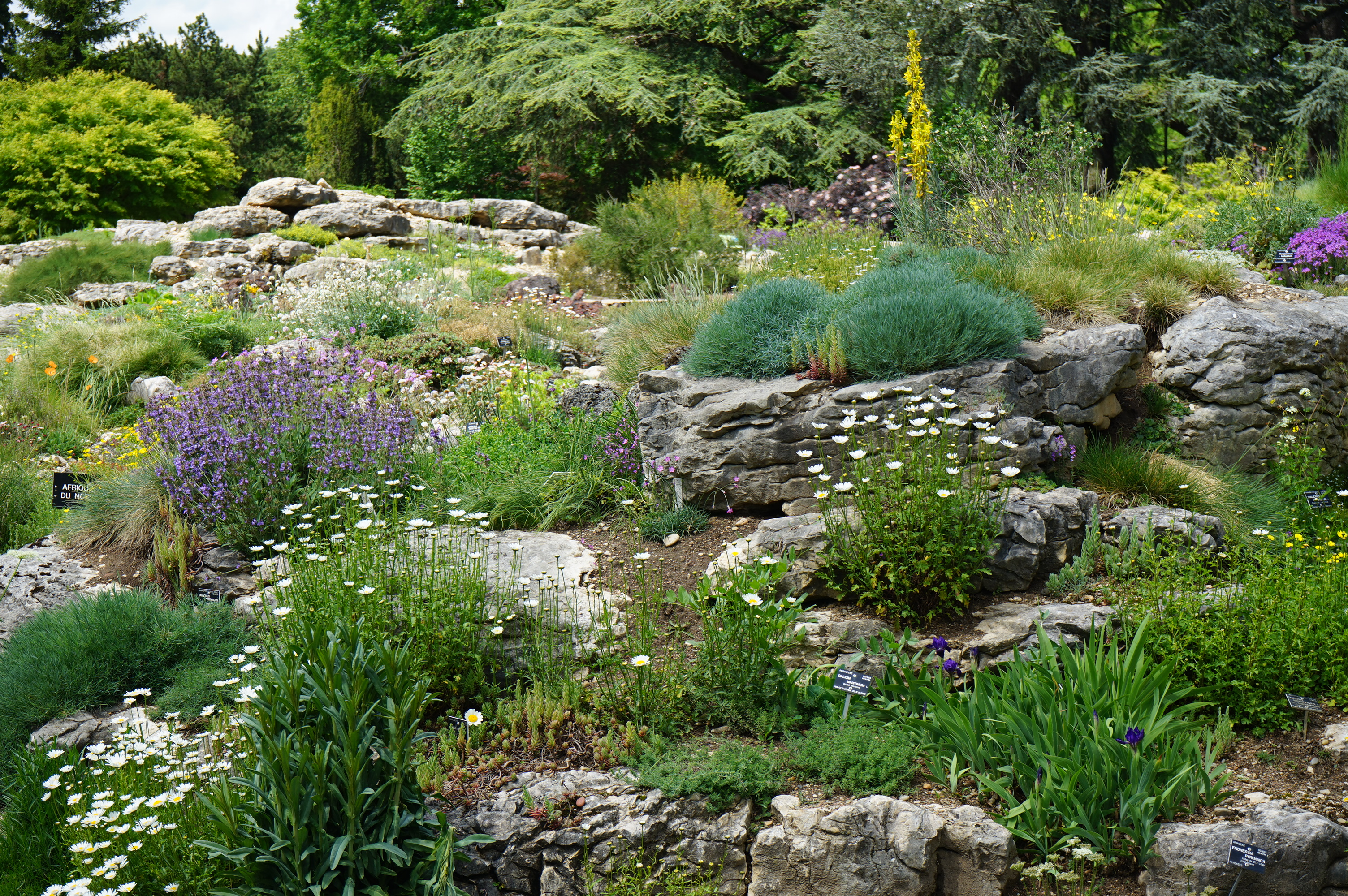
Jardin alpin (jardin de rocaille) du jardin botanique de Lyon.
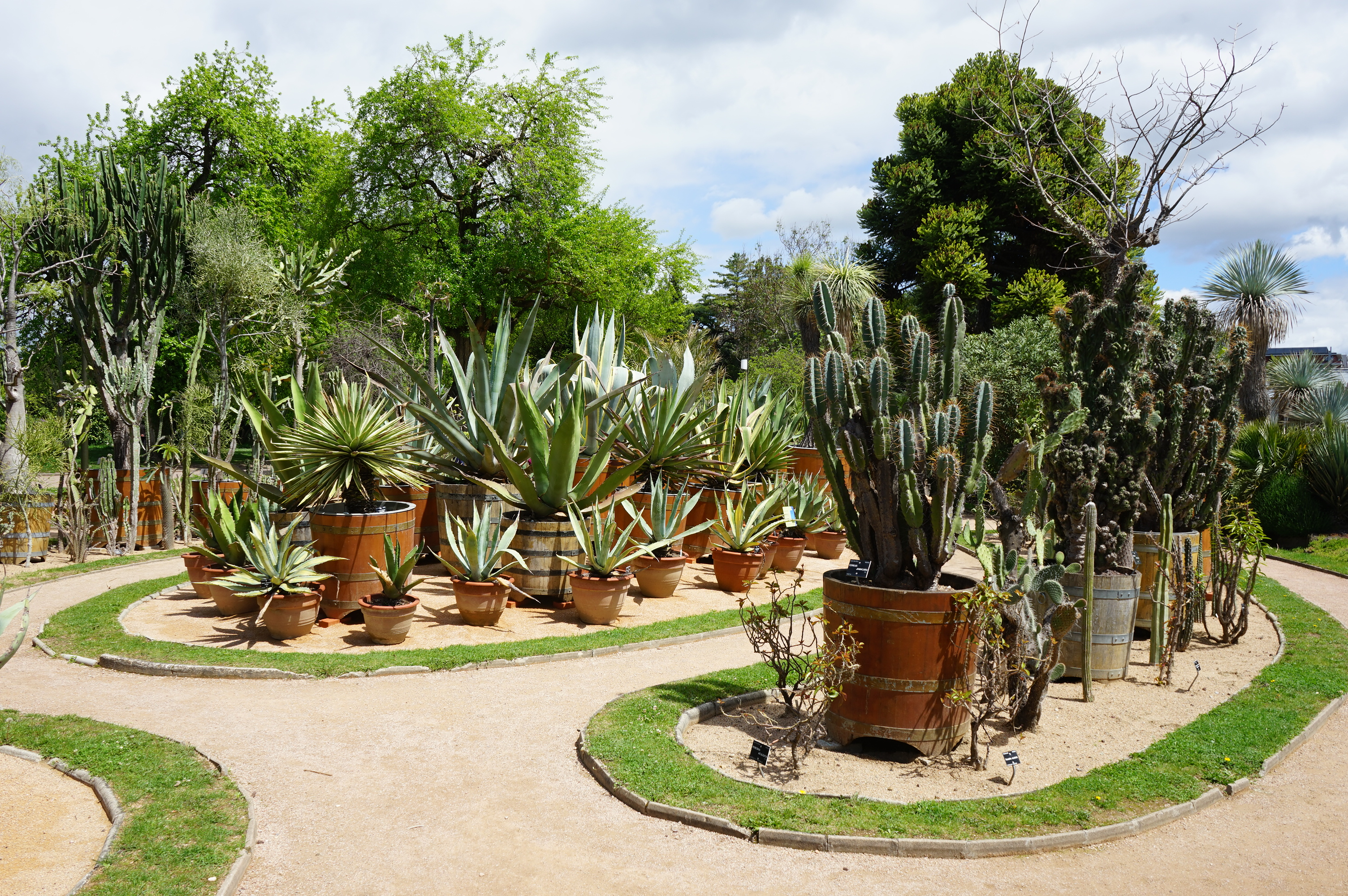
Jardin mexicain du jardin botanique de Lyon.

### Histoire de l'Orangerie
Une orangerie était déjà prévue dans le projet du jardin des plantes énoncée le 3 fructidor an IV (20/08/1796) par l’administration centrale du département du Rhône, afin de faire hiverner en hors gel les plantes un peu frileuses. Il était initialement prévu d’acquérir les bâtiments contigus à l’enclos de la Déserte pour installer cette orangerie. 
Jusqu’en 1819 cette orangerie « aménagée » était donc située sur la gauche après l’entrée du jardin, en bordure de la montée des Carmélites (9). 
Le bâtiment, bien qu’il soit exposé à l’est, ne convenait pas parfaitement pour l’usage qui lui avait été attribué.
C’est en 1819-1820 que fut construite la véritable orangerie, plus adaptée à l’hivernage des plantes grâce à ses vitrages, au même emplacement. 
Seringe, le directeur de l’époque, assure tous les étés à partir de 1831 un cours gratuit en 15 leçons dans l’orangerie à l’usage des élèves de l’école de dessin du Palais Saint-Pierre.
En 1857, lorsque le jardin botanique s’installa aux Brotteaux au sein de l’actuel parc de la Tête d’or, on propose à l’architecte paysagiste Buhler de construire une nouvelle orangerie. Ce fut finalement celle du Jardin des plantes qui fut déplacée. Il s’agit du seul bâtiment qui fut transporté et remonté, pierre par pierre d’un jardin à l’autre. Elle fut alors installée le long de la ligne de chemin de fer, assez proche de l’entrée de la voûte (Boulevard Stalingrad).
Elle accueille l’hiver les orangers, les citronniers, les agaves et les autres plantes qui supportent des températures proches de 0 °C en hiver.
Le chauffage y est assuré par deux fourneaux reliés chacun à une cheminée indépendante et alimentés en charbon et en bois. Un jardinier logé dans le parc, M. Bihorel, est chargé de l’approvisionnement en combustible et doit veiller à l’entretien annuel de l’orangerie : peinture des caisses à orangers, des portes et fenêtres et de tous les bois et ferrures.
Cet entretien ne sera finalement pas très suivi et en 1896  le bâtiment « menace ruine ». Il avait coûté 27 861,50 F. En 1825 il est reconstruit sur le même modèle.
Beaucoup de plantes employées pour la décoration de la ville (agrumes mais aussi palmiers, lauriers roses et agaves) hivernent à l’orangerie. En 1887, elle est devenue trop petite pour abriter toutes les caisses, et ne peut recevoir que 41 des 63 orangers de la ville. Les autres végétaux sont stockées dans les grandes serres et à Gerland, dans un hangar aménagé à cette intention.
Cette solution provisoire n’étant pas satisfaisante, il est décidé de construire une nouvelle serre (l’actuelle serre de Madagascar) pour abriter les palmiers, lauriers et agaves, et surtout d’agrandir l’orangerie.
En 1899, le projet d’agrandissement est accepté et il est convenu d’ajouter une surface de 230 m2 pour un coût de 30 000 F.
Deux pans latéraux semblables en tout point au bâtiment existant sont donc montés en pierre de taille de Tournus (sauf pour les colonnes, bases et chapiteaux qui sont réalisés en pierre de Villebois). Le plan d’époque est très précis quant aux travaux à effectuer. 
L’entrepreneur, un certain M. Leclerc, est sommé à la fin août 1900 d’accélérer ses travaux afin que la 1re ferme de l’orangerie touchant l’autre bâtiment soit posée et que la nouvelle toiture soit raccordée à l’ancienne, pour que l’ancien bâtiment soit couvert le 10 septembre au plus tard et qu’on n'ait plus à toucher à sa toiture.
Les travaux de toiture effectués par M. Leclerc ne donnent pas entière satisfaction car il existe en mai 1901 de nombreuses « gouttières » (fuites) notamment au niveau du raccordement ancienne et nouvelle toiture qui risquent d’abîmer les plafonds en plâtre. Visiblement cela n’a toujours pas été corrigé en mars 1902 !
La vocation première de l’orangerie s’élargit et en 1904 : une chambre est aménagée dans les greniers pour loger le jardinier Philibert Chabot car sa chambre actuelle n’est pas conforme aux règlements d’hygiène.
L’orangerie semble avoir été relativement peu entretenue au fil des ans passés au Parc. Chaque intervention semble avoir été opérée dans l’urgence comme :
- En septembre 1910 où il est de nouveau question de la réfection du toit car des gouttières endommagent le plafond et risque à la longue d’abîmer la charpente,
- En juillet 1917, où une partie de la corniche en pierre de taille du pavillon de l’orangerie doit être réparée car des blocs s’en détachent,
- En 1926 où la toiture nécessite encore des travaux,
- Et en août 1940 où la charpente, pourrie, est refaite.

Enfin en 1990 une remise en état du bâtiment est réalisé afin de pouvoir y accueillir le public, avec notamment la mise en place d’un dallage sur l’ensemble du sol.
Le bâtiment est de nos jours employé pour accueillir diverses expositions, en lien direct ou non avec le jardin botanique. Sa gestion a été confiée aux espaces verts et elle a perdu son rôle de serre d’hivernage sauf pour quelques agrumes en caisses, vestiges d’une époque révolue…
Les plus notables de ces expositions durant ces dernières années ont été : 
- En septembre 1994 : l’accueil des animations en lien avec l’exposition de l’hôtel de ville « La fleur, l’arbre et l’enfant », organisée à l’occasion du 150e anniversaire de la Société Lyonnaise d’Horticulture,
- En novembre 1994 : l’exposition sur le devenir de la Feyssine organisée par l’Agence d’Urbanisme,
- En mai-juin 1995 : la deuxième édition de l’exposition nationale sur le maïs, intitulée « Le maïs tout un monde de savoir » et organisée par l’association générale des producteurs de maïs en collaboration avec la ville de Lyon et plusieurs groupes agro-alimentaires.

## Liste des directeurs du Jardin Botanique
- Jean-Emmanuel Gilibert (1796 - 1808)
- Gaetano Nicodemi (1803 - 1804)
- Abbé Gaspard Dejean (1808 - 1819)
- Jean-Baptiste Balbis (1819 - 1830)
- Louis-Henri Latil de Thimecourt (1830)
- Nicolas Charles Seringe (1830 - 1858)
- Gustave Bonnet (1859 - 1870)
- Jean-Joseph Faivre, Professeur (1871 - 1879)
- Louis Cusin, Aide naturaliste (1879 - 1880)
- Gustave Dutailly (1880 - 1881)
- Antoine Magnin, Professeur (1881 - 1884)
- Léon Guignard (1884 - 1887)
- René Gerard (1887 - 1926)
- Louis Faucheron (1926 - 1937)
- Robert Douin (1937 - 1964)
- Paul Berthet (1964 - 1998)
- Serge Cianfarini et Christian Dumas (1999 - 2000)
- Frédéric Pautz (2000 - 2016)
- Gilles Deparis (2016 - 2022)
- Juliette Babin (2022 - toujours en fonction)

## Les collections vivantes
Réparties dans les serres ou dans l'espace de plein-air, les collections de plantes sont, pour la plupart, accessibles aux visiteurs. Les quelques collections remarquables sont :
- Rosiers
- Fougères et Bambous
- Orchidées
- Pivoines, Broméliacées, Pélargoniums, Passiflores, Bégonias, Dahlias et Cannas
- Asclépiadacées, Pépéromias, Aizoacées, Aracées, Commélinacées, Gesnériacées, Cycadales, Marantacées
- Succulentes et plantes carnivores
- Nymphéas
- plantes alpines
- Géophytes sud africaines et géophytes méditerranéennes
- Chèvrefeuilles, viornes et clématites

## L'herbier
Aujourd'hui, pour connaître et classifier les plantes du monde entier, les chercheurs combinent les études moléculaires et la taxonomie botanique. L'étude des échantillons séchés conservés en herbier est donc encore tout à fait utile. Ainsi, les botanistes travaillant sur l'herbier du jardin botanique de Lyon contribuent à apporter des connaissances sur les plantes et à découvrir de nouvelles espèces (45 nouveaux types nomenclaturaux pour 2007). 
L'herbier occupe une surface de 60 m2 et comprend environ 213 000 spécimens conservés. Il est essentiellement composé de phanérogames et de ptéridophytes mais la collection comprend également des herbiers de mousses, de lichens, d’algues et de champignons. Ces échantillons ont été collectés depuis le XVIIe siècle, principalement dans la région lyonnaise, mais aussi dans des régions plus lointaines comme la Nouvelle-Calédonie ou la Guyane Française. 

## La bibliothèque
La mission de la bibliothèque est d'offrir aux chercheurs et aux spécialistes ainsi qu'à un plus large public, un accès facile aux documents botaniques et à l'ensemble des informations qu'ils contiennent. 
Le fonds de la bibliothèque du Jardin Botanique est estimé à plus de 6 000 ouvrages, en comptant les bulletins et journaux périodiques. L'inventaire informatisé qui vient d'être achevé a permis de recenser plus de 4 500 ouvrages monographiques, dont plus de 500 documents anciens (près de 200 d'entre eux sont antérieurs au XVIIIe siècle). 
Entre autres ouvrages, la bibliothèque comprend des documents anciens des flores du monde entier et des monographies thématiques (lilas, orchidées, fougères). Par ailleurs, elle reçoit plus de 40 périodiques plus ou moins spécialisés sur la botanique (Curtis's Botanical Magazine), l'horticulture ou encore l'éducation à l'environnement.

## Graineterie
Le rôle de la graineterie est de récupérer des graines dans la nature ou au jardin pour maintenir les plantes en collection (sauvegarde des plantes parfois très rares ou en voie d’extinction). Les jardins du monde, pour peaufiner leur collection, s’échangent leurs graines, qu’ils ont en stock, contre d’autres qu’ils n'ont pas. Il y aurait plus de 450 graineteries dans le monde. La graineterie du parc de la Tête d’Or stocke plus de 5 000 espèces de graines, vivaces ou annuelles. Les grainetiers estiment que les graines, au bout de deux années, perdent de leur capacité à pousser lors de leur plantation ; c’est pour cela que dans chaque casier il y a deux compartiments : l’un où l’on met les graines récoltées l’année même, l’autre de l’année d’avant ; et chaque année les graines les plus vieilles sont remplacées.